# 施卫东 (1964年)
施卫东（1964年2月—），男，汉族，江苏如东人，中华人民共和国政治人物。曾任南通大学校长，九三学社中央委员，九三学社江苏省委副主委。第十四届全国政协委员。